# Eschweilera tessmannii
Eschweilera tessmannii är en tvåhjärtbladig växtart som beskrevs av Reinhard Gustav Paul Knuth. Eschweilera tessmannii ingår i släktet Eschweilera och familjen Lecythidaceae. Inga underarter finns listade i Catalogue of Life.